# Gilles Berthout
Pour les articles homonymes, voir Maison Berthout et Berthout.
Gilles Berthout, décédé en 1310, est l'avoué de Malines, seigneur du pays de Malines. Il est le troisième fils de Gauthier VII Berthout et de sa femme, Alix de Guînes ; il succède à son frère Jean Berthout, mort sans postérité en 1304.

## Biographie
Lorsqu'il succède en 1304 à son frère, Malines vient de rentrer sous l'obéissance de Thiébaut de Bar, évêque de Liège, le Saint-Siège ayant condamné Jean II, duc de Brabant et suzerain des Berthout, à restituer la seigneurie à l'évêché de Liège, sous peine d'excommunication. Les Berthout viennent de perdre là leur principal appui, et Gilles craint que l'évêque refuse de reconnaître les droits acquis par ses ancêtres sur Malines.
Gilles Berthout se soumet aux exigences de l'évêque qui, de son côté comprend qu'il doit ménager son puissant avoué. Toutefois, le titre de seigneur de Malines lui est enlevé, et l'évêque l'appelle simplement Berthout de Malines. Mais Gilles reste toujours très allié au duc de Brabant, qui espère bien récupérer ses droits sur Malines, qui pour le moment est favorable à l'évêque de Liège.
Gilles meurt sans postérité, le 21 octobre 1310; son oncle paternel Florent Berthout lui succède.

## Filiation
Il épouse Marie de Looz (+ 1325), fille d'Arnoul V de Looz, comte de Looz et de Chiny, et de sa femme Marguerite de Vianden; ils n'ont pas d'enfants.

## Sources
- Emmanuel Neeffs, in Biographie nationale de Belgique, t. 2, 1868, col. 328-30.
- Godfried Croenen, Familie en Macht, De familie Berthout en de Brabantse Adel, Louvain: Leuven Universitaire Pers, 2003.
- Famille Berthout sur Généanet, par Guy Van Marcke de Lummen.
- Seigneurs de Malines (Berthout) sur le site Fondation pour la généalogie médiévale (en anglais).